# Julio Rodríguez (ur. 1995)
Julio César Rodríguez López (ur. 7 grudnia 1995 w Mieres) – hiszpański piłkarz występujący na pozycji środkowego obrońcy w hiszpańskim klubie Real Avilés CF. Wychowanek Caudal Deportivo, Realu Oviedo i Sportingu Gijón. W swojej karierze grał w Sportingu Gijón B, Barnsley, Recreativie Huelva, Istrze 1961, FC Voluntarim, Carsko Seło Sofia i Wiśle Płock.